# 3248 Farinella
3248 Farinella је астероид са пречником од приближно 37,49 .
Афел астероида је на удаљености од 3,699 астрономских јединица (АЈ) од Сунца, а перихел на 2,707 АЈ.
Ексцентрицитет орбите износи 0,154, инклинација (нагиб) орбите у односу на раван еклиптике 10,858 степени, а орбитални период износи 2094,112 дана (5,733 година).
Апсолутна магнитуда астероида је 10,70 а геометријски албедо 0,066.
Астероид је откривен 21. марта 1982. године.